# أيل الصين
أيل الصين (الاسم العلمي Cervus nippon mandarinus)، نويع من أيل سيكا. موطنه شمال الصين. يعتقد أنه انقرض أو تبقى منه أعداد قليلة فقط.